# Anthony Azizi
Anthony Azizi (* 29. Mai 1973 in New York City, Vereinigte Staaten) ist ein US-amerikanischer Schauspieler.

## Leben und Karriere
Azizi ist Sohn eines iranischen Einwanderers. Zu seinen bekanntesten Auftritten gehören jene in den TV-Serien 24 (Staffel 2 als Mamud Rasheed Faheen und Staffel 4 als Rafique) und in Welcome, Mrs. President (als Vince Taylor). In der TV-Serie Threat Matrix – Alarmstufe Rot übernahm er eine der Hauptrollen als Mohammad ‚Mo‘ Hassain. Außerdem spielte er bei 90210 mit. Weiterhin hatte er Gastauftritte in den Serien Criminal Minds, CSI: Miami, JAG, Gilmore Girls, Desperate Housewives, Lost und Prison Break.
Anthony Azizi ist Anhänger der Bahai-Religion. Er ist verheiratet mit Cymbeline Smith und hat mit ihr zwei Söhne.

## Filmografie (Auswahl)
- 1997, 2002: JAG – Im Auftrag der Ehre (JAG, Fernsehserie, 2 Folgen)
- 2006: Desperate Housewives (Fernsehserie, 2 Folgen)
- 2008: Eagle Eye – Außer Kontrolle (Eagle Eye)
- 2012: Meine Schwester mit den zwei Gesichtern (Of Two Minds)
- 2014: Grey’s Anatomy (Fernsehserie, S01xE20)
- 2017: Homeland (Fernsehserie, 2 Episoden)
- 2023: Star Trek: Picard (Fernsehserie)